# Der Wetterkanal
Der Wetterkanal (Wetter- und Reise TV) war ein deutschsprachiger Fernsehsender mit Sitz in Düsseldorf, der ein 24-stündiges Programm zum Thema „Wetter“ und „Reise“ ausstrahlte. 
Der Kanal war vom 3. Juni 1996 bis zum 29. Januar 1998 auf Sendung. Anteilseigner waren der US-amerikanische The Weather Channel mit 45 %, die Verlagsgruppe Georg von Holtzbrinck mit 25 %, die Deutsche Fernsehnachrichten Agentur mit 15 %, die Gesellschaft für Telekommunikation mit 10 % und andere. Der Programmdirektor war zu Beginn Jörg Kachelmann. Dieser wurde aber nach etwa sechs Monaten von Andreas Fischer abgelöst, ebenso wurde der Gründungsgeschäftsführer Markus Breitenecker abgelöst, dem Christian Böhmer folgte. Nach dem Vorbild des erfolgreichen US-amerikanischen Senders The Weather Channel führte man auch in Deutschland ins Programm eingebaute regionale Wettervorhersagen für die einzelnen Regionen Deutschlands ein. Als Urheber der Idee gilt der DFA-Gründer und damalige Geschäftsführer Helmut Keiser.
Die Verbreitung erfolgte über den reichweitenschwachen Satelliten Kopernikus 1 (23,5° Ost) sowie in den Kabelnetzen – dort jedoch oft nur zeitpartagiert für einige Stunden. 
Wegen der schlechten Verbreitung im Kabel entstanden höhere Anlaufverluste als ursprünglich geplant, die die Anteilseigner nicht weiter tragen wollten, so dass Ende Januar 1998 der Sendebetrieb eingestellt wurde. The Weather Channel hatte parallel zur Einstellung des deutschen Wetterkanals auch den Betrieb von Sendern in Großbritannien, Italien und den Niederlanden eingestellt und sich komplett aus Europa zurückgezogen.